# アダマンド
アダマンド株式会社（英称：Adamant Co., Ltd.）は、かつて存在した光半導体・医療・理化学向け精密部品の開発・製造・販売を行っていた企業。

## 概要
1957年、並木精密宝石株式会社（なみきせいみつほうせき）から分離独立。時計の軸受宝石販売からスタート。その後製造も開始し、受石・穴石・振石・爪石の4種類全てを世界で初めて製造。また、軸受宝石の押出成形技術と研磨技術から、1980年には、光通信部品のフェルールの生産も開始。1990年後半には世界のトップシェアーに至る。2018年（平成30年）1月1日、親会社の並木精密宝石株式会社に吸収合併され、アダマンド並木精密宝石株式会社となった。
アダマンドという社名の由来は、硬いものを加工することを得意としたため、「非常に固い」、「堅固無比のもの」を意味するADAMANTから。

## 沿革
- 1957年(昭和32年) － アダマンド商事株式会社設立、時計用軸受宝石の販売開始。
- 1959年(昭和34年) － アダマンド工業株式会社に商号変更。
- 1960年(昭和35年) － 時計用軸受宝石の製造開始。
- 1967年(昭和42年) － 秋田県湯沢市に工場設立。
- 1969年(昭和44年) － 医療用機器部品の製造販売開始。
- 1971年(昭和46年) － 電気通信用機器、電子応用機器部品の製造販売開始。
- 1976年(昭和51年) － 音響用部品の製造販売開始。
- 1978年(昭和53年) － 光学機器部品の製造販売開始。
- 1979年(昭和54年) － ルビーキャピラリの製造販売開始。
- 1980年(昭和55年) － フェルールの製造販売開始。
- 1981年(昭和56年) － スリーブの製造販売開始。
- 1983年(昭和58年) － 高性能温湿度センサ、医療用ルビーメスの製造販売開始。
- 1989年(平成元年) － 秋田県湯沢市に株式会社アキタ・アダマンド設立。
- 1990年(平成 1年) － STN液晶表示板製造販売開始。
- 1992年(平成 4年) － タッチパネル製造販売開始。
- 1993年(平成 5年) － 秋田県横手市に株式会社アキタ・アダマンド移転。
- 1996年(平成 8年) － アキタ・アダマンド、ISO9001認証取得。
- 1998年(平成10年) － 米国現地法人 ADAMANT AMERICA INCORPORATION 設立。
- 2003年(平成15年) － Micralyne社と提携、MEMS製品の製造販売開始。本社、アキタ・アダマンド、ISO14001認証取得。
- 2009年(平成21年) － 欧州現地法人 Adamant Europe GmbH 設立。
- 2013年(平成25年) － 本社、アキタ・アダマンド、ISO13485認証取得。
- 2014年(平成26年) － アダマンド株式会社に商号変更[3]。
- 2018年(平成30年) － 1月1日、親会社の並木精密宝石株式会社に吸収合併され、「アダマンド並木精密宝石株式会社」となる。

## 主要製品

### PHOTONICS（光半導体部品）
射出成形技術を用いたジルコニアフェルール・スリーブやレセプタクル、コネクターなどを製造、販売。また髪の毛1本分の細さのファイバの高精度な先端加工も行っている。

### MEMS（Micro Electro Mechanical System）
MEMS製品の開発→試作→量産OEM製造に至るフルファンダリーサービスを、カナダのMicralyne社の総委託加工先として開始。2013年からは、同社とMEMSベースの光学センサーシステムの共同開発に合意。ファイバ組立技術を軸に、堅牢なMEMSチップ構造に加え、独自の溶接技術を用いて金属パッケージ内にて機密封止を行い、VOA（Variable Optical Attenuator）や光スイッチを始めとした光通信用デバイスの製造・販売。

### ADVANCED MATERIAL（先端素材）
白色セラミックスのほか、黒・青・茶のカラーセラミックスを製造・販売。
アダマンドのセラミックスの特長は、研磨仕上げによる光沢と高級感。

### LTCC（Low Temperature Co-fired Ceramics）
低温焼成セラミックスLTCC(Low Temperature Co-fired Ceramics)は、
焼成温度が約900℃という低温で焼成することにより抵抗の低い銀などを導体に使うことが可能となり
低損失なことから、高周波用途に最適。多層化・平坦化が容易、収縮ばらつきが小さいことから高精度・高密度実装が実現可能。

## 事業所・グループ 会社

### 国内
- 株式会社アキタ・アダマンド（秋田県横手市）
- 並木精密宝石株式会社（東京都足立区）
- 並木精密宝石株式会社 青森工場（青森県黒石市）
- 並木精密宝石株式会社 湯沢工場（秋田県湯沢市）

### 海外
- Adamant America, Inc.　(米国・ニュージャージー州)
- Adamant Europe, GmbH.　(ドイツ・デュッセルドルフ)
- Namiki Precision of California, Inc.　(米国・カリフォルニア州)
- Namiki Precision Singapore Pte. Ltd.　(シンガポール)
- Namiki Precision (Thailand) Co., Ltd.　(タイ・チェンマイ)
- Namiki Precision (Shanghai) Co., Ltd.　(中国・上海)
- Namiki Precision of Europe SA　(スイス・ローザンヌ)